# Sharp MZ 80K
Sharp MZ ime je serije kućnih računala koje je proizvodila tvrtka Sharp. Ova računala su se prodavala u Japanu, i zapadnoj Europi (Velika Britanija i Njemačka).
U zapadnoj Europi pojavila su se 1979. godine i za to vrijeme imala su napredna svojstva, te su imala pristup naprednim programskim jezicima treće generacije kao BASIC, Pascal i FORTRAN

## Tehničke značajke

### Skupina Sharp MZ80K
Računala Sharp MZ80K imala su sljedeća svojstva:
- Mikroprocesor: 8-bitni Sharp LH0080A koji je bio kompatibilan s procesorom Zilog Z80
- ROM : 4 KB
- RAM : 48 KB
- tipkovnica: alfanumerička

Modeli:
- MZ-80K serija
  - MZ-80K (1978.): kit inačica, jedna tiskana pločica s tipkovnicom; dostupna sani u Japanu
  - MZ-80C: kit inačica, bolja tipkovnica i 48 KB memorije
  - MZ-80K2:  tvornički sastavljena inačica MZ80K.
  - MZ-80K2E:  80K2 s nižom cijenom
  - MZ-80A (1982.)/MZ-1200: unaprijeđeni 80K s boljom tipkovnicom, više VRAMa i ugrađeni zeleni zaslon
- MZ-700 serija (MZ-80K s grafikom u bojima)
  - MZ-700 (1982.): prvi MZ bez ugrađenog zaslona, i opcionalnim kasetofonom i pisačem; potpuno sukladan s MZ-80K.
  - MZ-800 (1985.): prvi MZ s grafikom od 640×200 točkica te posebnim integriranim krugom za zvuk Texas Instruments SN76489; nedostupan u Japanu
  - MZ-1500 (1984.): grafika 320×200 točkica, ugrađeni zvučni integrirani krug Texas Instruments SN76489; umjesto kasetofona, disketna jedinica od 2,8 cola tzv. Quick Disk.

### Skupina MZ-80B
MZ-80B nastao je kao podvrsta serije MZ-80K koji je bio prodavan tvrtkama:
- Serija MZ-80B 
  - MZ-80B (1981.): grafika 320×200 točkica (opcija za više VRAMa)
  - MZ-80B2: 80B više ugrađenog VRAMa, prodavan uz MZ-2000.
  - MZ-2000 (1982): grafika 640×200 točkica s ugrađenim monokromnim zaslonom, boja je bila opcija; BASIC kompatibilan s MZ-80B.
  - MZ-2200 (1983): bez zaslona, samostalna jedinica.
- MZ-2500 (SuperMZ) serija: na tržište izašao 1985. godine, računala iz ove serije rabili su mikroprocesor Z80B takta 6 MHz. U cijenu je bio uključen kasetofon i ugrađena jedna 3,5" disketna jedinica, te zvučni integrirani krug Yamaha YM2203 FM, sklopovsko skroliranje, paleta od 256 boja (unaprijeđivo na 4096). Ovo je bio jedan od najsnažnijih kućnih računala. Neki modeli bili su također kompatibilni s MZ-80B i MZ-2000. 
  - MZ-2511
  - MZ-2520: MZ-2511 bez kasetofona i modeli koji su bili kompatibilni s MZ-80B/2000.
  - MZ-2521
  - MZ-2531(MZ-2500V2) (1986.)
- MZ-2800 serija
  - MZ-2861 (1987.): Hibrini 16-bitni stroj koji je imao mikroprocesor Intel 80286 i Z80 za kompatibilnost s MZ-2500. MZ-2861 je mogao pogoniti MS-DOS u 16-bitnom modu, također je imao i emulator PC98.

U Europi MZ-80B prvi put je bio predstavljen na sajmu u Hannoveru (Njemačka) i prodavao se skupa s: 32 KB RAMa (proširivo na 64 KB), ugrađenim kasetofonom, zaslonom koji je imao 40 ili 80 redova te grafičku razlučivost od 320x200 točkica. MZ-80B je bio kompatibilan s operacijskim sustavom CP\M.

### Skupina MZ-3500/5500/6500
Linija poslovnih računala, većina su imala 5,25 colne diskete.
- MZ-3500 serija (1982.): s dva mikroprocesora Z80A.
  - MZ-3541: FDOS i EOS (CP/M kompatibilan)
- MZ-5500 serija (1983.): Stroj s MS-DOS-om i mikroprocesorom Intel 8086.
- MZ-6500 serija (1984.): Brza inačica MZ-5500 koja je bila prodavana kao radna stanica za CAD.
  - MZ-6500
  - MZ-6550: Vertikalni stroj s mikroprocesorom Intel 80286 s ugrađenom disketnom jedinicom od 3.5 cola.